# Гроль, Милан
Милан Гроль  (серб. Милан Грол, Milan Grol) (31 августа 1876, Белград — 3 декабря 1952, Белград) — югославский государственный деятель, дипломат.

## Биография
Окончил философский факультет Белградского института философии и литературы (1899), изучал литературу и драматургию в Париже.
В 1902 году — помощник заведующего художественной частью, в 1903—1906 годах — заведующий художественной частью Белградского национального театра.
В 1906—1909 годах — преподаватель в школе.
В 1909—1924 годах — директор Белградского национального театра.
В 1915—1918 годах — сотрудник сербского пресс-бюро в Женеве.
После окончания Первой мировой войны поступил во внешнеполитическое ведомство: с августа 1924 — унтер-секретарь министерства иностранных дел, с декабря 1924 года — посол в Турции.
В 1925—1929 годах — депутат Национальной Скупщины.
С 23 февраля 1928 года по 6 января 1929 года — министр образования. В 1929 году стал инициатором создания и затем директором Коларацкого народного университета.
Активно участвовал в политической деятельности: с 1940 года — президент Демократической партии. После создания правительства Д. Симовича 27 марта 1941 года вошел в его состав в качестве министра социального обеспечения и здравоохранения, а затем сохранил свой пост в составе эмигрантского правительства в Лондоне. Был одним из наиболее влиятельных членов правительства в изгнании: с 10 января 1942 года — министр транспорта, с 26 июня по 10 августа 1943 года — министр иностранных дел, с 7 марта по август 1945 года — заместитель премьер-министра.
После окончания Второй мировой войны вернулся на родину.

## Труды
- Pozorišne kritike. — Beograd, 1931.
- Iz predratne Srbije. — Beograd, 1939.
- Iz pozorišta predratne Srbije. — Beograd, 1952.